# Coupe du monde de flag football de la NFL
La Coupe du monde de flag football de la NFL est une compétition internationale de flag football. Cette épreuve est organisée par la NFL.

## Palmarès
- 2000 :  Australie
- 2001 :  États-Unis
- 2002 :  États-Unis
- 2003 :  Mexique
- 2004 :  États-Unis
- 2005 :  Thaïlande
- 2006 :  Thaïlande